# 三因方
《三因方》，全名为《三因极一病证方论》，是一本由陈无择所著的中医书籍。
病因学说早在春秋战国时期已开始萌芽，陈无择在继承《黄帝内经》和张仲景的《金匮要略》基础上，认为“医事之要，无出三因”，将复杂的疾病分为三类。

## “三因”
1. 外因：由“六淫”和“邪气”引起的疾病。
2. 内因：由七情：喜、怒、忧、思、悲、恐、惊而引发的疾病，据说这些会影响脏腑器官。
3. 不内外因：即引起疾病的原因既不是外因也不是内因，例如饮食不平衡或寄生虫造成的损害。

## 外部連結
- 三因極一病證方論 （页面存档备份，存于） 中藥方劑像數據庫  (香港浸會大學中醫藥學院) （中文）（英文）